# (3755) Lecointe
(3755) Lecointe est un astéroïde de la ceinture principale.

## Description
(3755) Lecointe est un astéroïde de la ceinture principale. Il fut découvert le 19 septembre 1950 à Uccle par Sylvain Arend. Il présente une orbite caractérisée par un demi-grand axe de 2,25 UA, une excentricité de 0,22 et une inclinaison de 7,8° par rapport à l'écliptique.

## Compléments